# Leslie Romero
Leslie Adriana Romero Pérez (San Juan de los Morros, 1998) es una deportista española que compite en escalada, en la modalidad de velocidad.
Nació en Venezuela, hija de padre español y madre venezolana. Desde 2022 vive en España y entrena en el Centro de Alto Rendimiento de San Cugat del Vallés.
Obtuvo el primer lugar en la Copa Continental disputada en Innsbruck en 2022 y en 2023, y en la Copa de Europa de 2023 en Žilina, el segundo lugar en la Copa de Europa de 2024 en Mezzolombardo y el tercer lugar en la Copa de Europa de 2023 en Liébana.
Participó en los Juegos Olímpicos de París 2024, ocupando el octavo lugar en la prueba de velocidad.